# 梨
梨是梨属植物的通称，通常是一种落叶乔木或灌木，极少数品种为常绿，属于蔷薇目蔷薇科苹果族。叶片多呈卵形，大小因品种不同而各异。花为白色，或略带黄色、粉红色，有五瓣。果实形状有圆形的，也有基部较细尾部较粗的，即俗称的“梨形”；不同品种的果皮颜色大相径庭，有黄色、绿色、黄中带绿、绿中带黄、黄褐色、绿褐色、红褐色、褐色，个别品种亦有紫红色；野生梨的果径较小，在1到4厘米之间，而人工培植的品种果径可达8厘米，长度可达18厘米。
梨的果实通常用来食用，不仅味美汁多，甜中带酸，而且营养丰富，含有多种维生素和纤维素，不同種類的梨味道和質感都完全不同。梨既可生食，也可蒸煮后食用。在医疗功效上，梨可以通便秘，利消化，对心血管也有好处。除了作为水果食用以外，梨还可以作观赏之用。

## 用途

### 水果
- 东亚梨
  - 沙梨：原產地為中國大陸。
  - 白梨：原產地為中國大陸。
  - 秋子梨：原產地為中國大陸。
  - 日本梨：多種原產地中國大陸的梨種人工品種改良結果。
  - 高接梨：地處亞熱帶的台灣地區，將溫帶梨梨穗接在平地梨樹上、以生產高品質溫帶梨的台灣特殊技術。
- 西洋梨：除作為水果生食外，亦作烹飪使用。

### 藥用
（本草綱目）梨果、皮均入藥。實解熱、止咳。性味：果：甘、微酸、涼；梨皮：甘、澀、涼；根：甘、淡、平。效用：果：生津潤燥，清熱化痰。治熱病，津傷煩渴，痰熱，便秘；葉：治小兒疝氣；梨皮：清心潤肺，降火生津。治暑熱煩渴，咳嗽，吐血，疔瘡；根：治疝氣，咳嗽。

## 關於梨的文化

### 典故
- 孔融讓梨
- 禍棗災梨：古人刻書多用棗木、梨木做材料，因此稱濫刻沒有價值的書籍，徒使梨、棗受到災禍為「禍棗災梨」。清．紀昀．閱微草堂筆記．卷六．灤陽消夏錄六：「至於交通聲氣，號召生徒，禍棗災梨，遞相神聖。」亦作「災梨禍棗」。

### 对联
- 「莲子心中苦，梨儿腹内酸」。（「蓮」諧音「憐」，“梨”諧音“离”）

### 民俗
- 一些地方在宴席的最后上一道糖水梨，意思是“吉利（梨）”。
- 古代某些地方有禁忌，通常不贈送梨子，也不會把梨子切片喫，因為“分梨”與“分離”音同。遇此情況可象徵性收一兩角錢，以示交易而非贈送。但探病者可送，解曰「離病」。近年工商社會，遵循者已少。

## 部分物種

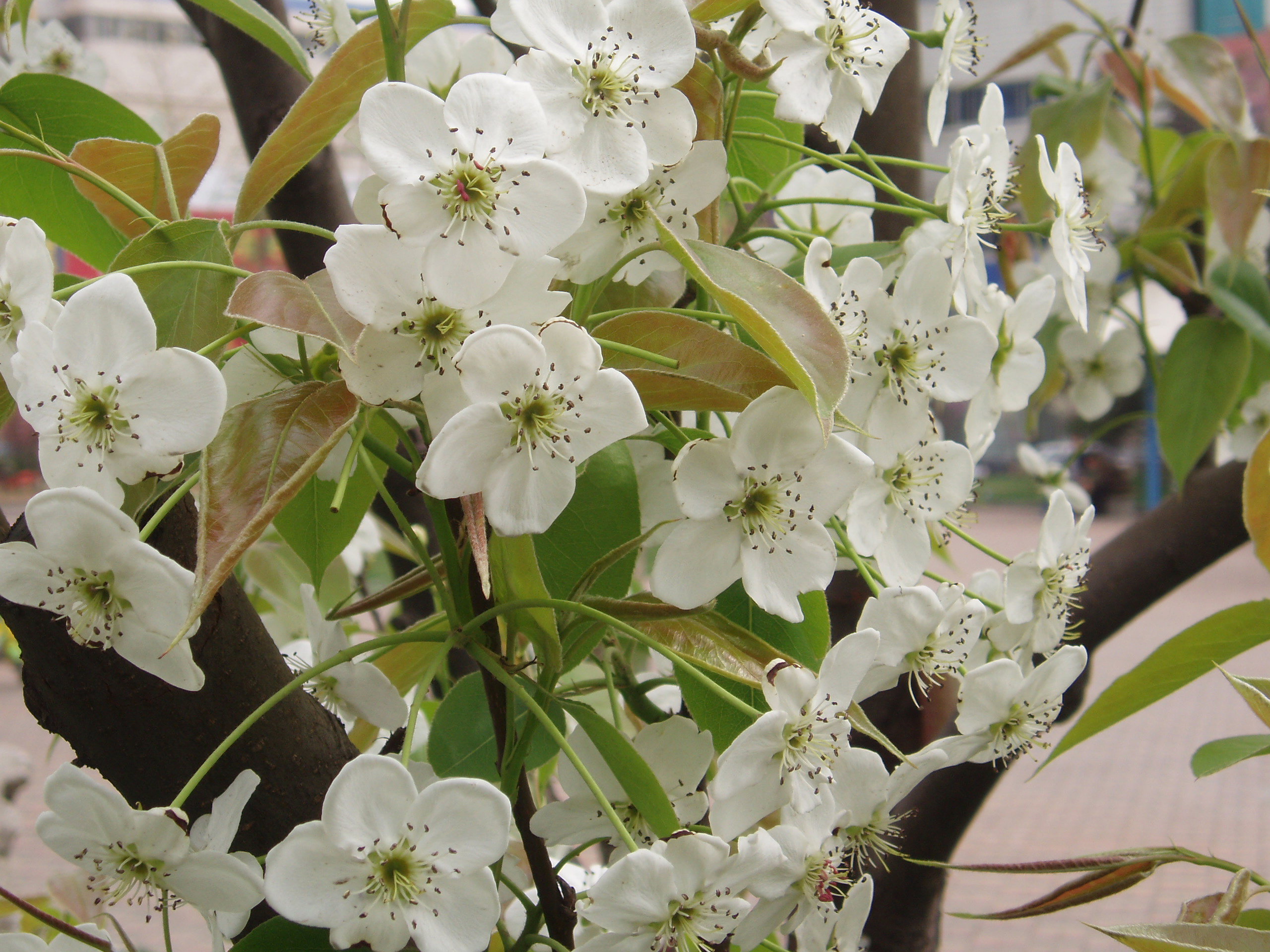
鴨梨的花

- 杏葉梨（Pyrus armeniacifolia）
- 杜梨（Pyrus betulifolia Bunge）
- 白梨（　Rehder）
- 豆梨（Pyrus calleryana Decne.）
  - 豆梨（原变种）Pyrus calleryana Decne. var. calleryana
  - 豆梨全缘叶变种 Pyrus calleryana Decne. var. integrifolia T. T. Yu
  - 豆梨楔叶变种 Pyrus calleryana Decne. var. koehnei (C. K. Schneid.) T. T. Yu[1]：現時視為獨立物種，作Pyrus koehnei，見於華南及台灣；
  - 豆梨柳叶变种 Pyrus calleryana Decne. var. lanceata (Rehder
  - 豆梨绒毛变型 Pyrus calleryana Decne. form. tomentella (Rehder
- 西洋梨（P. communis）：又音譯為啤梨
- 海棠叶梨 Pyrus malifolioides Z.H. Chen，W.Y. Xie et Zi.L. Chen[2]
- 雪熟梨（P. nivalis）：产于欧洲，切勿与中国的雪梨（沙梨品种）、雪花梨（白梨品种）混淆。
- 川梨 Pyrus pashia Buch.-Ham. ex D. Don
  - 川梨大花变种Pyrus pashia Buch.-Ham. ex D. Don var. grandiflora Cardot
  - 川梨无毛变种Pyrus pashia Buch.-Ham. ex D. Don var. kumaoni Stapf
  - 川梨钝叶变种Pyrus pashia Buch.-Ham. ex D. Don var. obtusata Cardot
  - 川梨（原变种）Pyrus pashia Buch.-Ham. ex D. Don var. pashia
- 褐梨（Pyrus phaeocarpa Rehder）
- 沙梨（ (Burm.f.) Nakai）：又稱日本梨
- 秋子梨（P. ussuriensis）：又称花盖梨、山梨、青梨、野梨、沙果梨、酸梨

## 延伸阅读
[在维基数据编辑]
 《欽定古今圖書集成·博物彙編·草木典·梨部》，出自陈梦雷《古今圖書集成》
 《植物名實圖考·梨》，出自吳其濬《植物名實圖考》

## 外部連結
- Flora of China：梨屬 （页面存档备份，存于）
- （页面存档备份，存于）